# Hydrure
L'ion hydrure est l'anion d'hydrogène H−. Par extension, le terme hydrure désigne un composé chimique constitué d'hydrogène et d'un autre élément encore moins électronégatif, ou d'électronégativité comparable. À l’origine, le terme « hydrure » était strictement réservé à des composés contenant des métaux. Mais la définition a été étendue à des composés où l’hydrogène a un lien direct avec un autre élément, et où l'hydrogène est l'élément le plus électronégatif.

## Types
Les hydrures peuvent être classés selon les types de liaisons et la nature des substances liées :
- Hydrures métalloïdiques à liaison covalente ;
- Hydrures métalliques :
  - Hydrures ioniques ;
  - hydrures à liaison covalente ;
  - Composés d’insertion de l’hydrogène dans un réseau métallique.

Dans les hydrures contenant des éléments des groupes principaux, l’électronégativité d’un élément par rapport à celle de l’hydrogène détermine si le composé est de l’un des deux premiers types. Les métaux électropositifs, à la gauche du tableau périodique, forment des hydrures ioniques.

## Hydrures ioniques ou salins

### Description
Dans les hydrures ioniques, l’hydrogène se comporte comme un élément électronégatif. Il capte un électron du métal pour former l’ion hydrure (H−), obtenant ainsi la configuration électronique stable de l’hélium ou complétant une orbitale s. L’autre élément est un métal plus électropositif que l’hydrogène, en général un métal alcalin ou alcalino-terreux. Ces hydrures sont binaires s’ils comportent seulement deux éléments, y compris l’hydrogène. La formule chimique des hydrures binaires ioniques est MH, comme dans l’hydrure de lithium, ou MH2, comme dans l’hydrure de magnésium. Les hydrures de gallium, d'indium, de thallium et de lanthanides sont aussi ioniques. Leur structure est totalement cristalline.

### Préparation
Ils sont préparés en faisant réagir l’élément avec l’hydrogène gazeux, si nécessaire sous pression.
Par exemple pour l'hydrure de sodium NaH :
2 Na + H2 → 2 NaH

### Utilisation
Les hydrures ioniques sont couramment utilisés dans la chimie de synthèse. Ce sont des bases fortes et des réducteurs puissants. Cependant l'ion hydrure est un nucléophile dit dur, et donc ne convenant pas pour la réduction de groupement organique comme des cétones ou des aldéhydes, dans ce cas il agira comme une base.
Ces hydrures sont utilisés pour la préparation d'autres hydrures, comme la formation de l’hydrure de lithium et d’aluminium :
4 LiH + AlCl3 → LiAlH4 + 3 LiCl

### Mise en garde
Les hydrures ioniques étant des bases fortes, ils sont détruits au contact de l'eau, via une réaction acido-basique.
H− + H2O → H2 (gaz) + OH−
Cette réaction est exothermique et dégage du dihydrogène, un gaz très inflammable.

## Hydrures covalents
Dans les hydrures covalents, l’hydrogène est lié par une liaison covalente à des éléments plus électropositifs que lui : bore, aluminium et béryllium. L’hydrogène ne forme pas avec eux des composants réellement ioniques dans les conditions normales (le caractère ionique ou covalent d'une liaison est lié à la différence d'électronégativité). Les hydrures covalents présentent une faible liaison de London, et pour cela ils sont volatils à la température ambiante et à la pression atmosphérique.
Les hydrures d'aluminium et de béryllium sont des polymères à cause de leurs liaisons multiples. Le borane présente la particularité d'être un dimère en phase gazeuse. Les propriétés des hydrures covalents varient individuellement.
Voici la nomenclature de ces hydrures :
- métal : hydrure du métal ;
- bore : borane ;
- silicium : silane ;
- germanium : germane ;
- étain : stannane ou hydrure d'étain ;
- plomb : hydrure de plomb ou plombane ;
- phosphore : phosphine ;
- arsenic : arsine ;
- antimoine : hydrure d'antimoine ;
- bismuth : bismuthine ou hydrure de bismuth ;
- sélénium : séléniure d'hydrogène ;
- tellure : tellurure d'hydrogène ;
- polonium : hydrure de polonium.

## Hydrures mixtes
Composés de structure intermédiaire des précédents, les plus utilisés en chimie de synthèse. Les atomes d'hydrogène sont liés de manière covalente à un atome plus électropositif qu'eux, formant un anion, auquel se rajoute naturellement un cation. Les deux plus courants sont le borohydrure de sodium NaBH4 et l'aluminohydrure de lithium LiAlH4. Ces composés sont comme les hydrures ioniques des bases et des nucléophiles, mais ils réagissent plus facilement de cette dernière manière. Ils sont employés pour la réduction de groupements fonctionnels, comme les cétones, aldéhydes, esters, amides ...
Le borohydrure de sodium est stable en solution aqueuse basique. Le cyanoborohydrure de sodium et le triacétylborohydrure de sodium peuvent être employés en solution aqueuse légèrement acide.

## Hydrures interstitiels des métaux de transition
La nature de leur liaison varie fortement d’un élément à l’autre, et change en fonction de conditions externes comme la température, la pression (notamment pour l'hydrure de nickel).
L’hydrure de titane est polymérique.
Dans d’autres composés, l’hydrogène est interstitiel. La molécule d’hydrogène se dissocie et les atomes d’hydrogène s’installent dans les trous du réseau cristallin. Très souvent, il n’y a pas de stœchiométrie ; il s’agit plutôt d’une solution. L’hydrogène piégé dans le réseau peut y émigrer, réagir avec les impuretés présentes et dégrader les propriétés du matériau.
Par exemple, l’hydrure de palladium n’est pas encore tout à fait considéré comme un composé, bien qu’il se forme probablement PdH2.  La molécule de dihydrogène partage un électron avec le palladium d’une manière encore inconnue et se cache dans les espaces de la structure du cristal de palladium. Le palladium absorbe jusqu’à 900 fois son propre volume d’hydrogène à la température ambiante, et est ainsi peut-être la meilleure manière de transporter l’hydrogène pour les piles à énergie des véhicules. L’hydrogène est libéré en fonction de la température et de la pression, mais non pas en fonction de la composition chimique. Les hydrures interstitiels montrent des promesses pour l’emmagasinage de l’hydrogène. Pendant les derniers vingt-cinq ans, on a développé beaucoup d’hydrures interstitiels pour absorber et désorber l’hydrogène à la température ambiante et à la pression atmosphérique. 
En général, ils sont basés sur des composés intermétalliques. Cependant leur application est encore limitée puisqu’ils ne sont capables d’emmagasiner que 2 % en poids d’hydrogène ce qui n’est pas assez pour des applications automobiles.

## Utilisations
Divers hydrures métalliques sont normalement utilisés comme moyens de stockage d’hydrogène dans les cellules équipant les voitures électriques et les batteries électriques. La relation entre la température d'apport de la chaleur et la pression de libération permet de l'utiliser comme pour la compression de l'hydrogène dans un compresseur à hydrures. 
Ils ont aussi des applications importantes comme agents réducteurs.
Exemples :
- différents types d'hydrures métalliques utilisés comme électrode négative dans les NiMH
- hydrure de palladium - électrodes en expérience.
- Tétrahydruroaluminate de lithium - puissant réducteur utilisé en chimie organique
- borohydrure de sodium - réducteur spécifique, stockage de l'hydrogène
- hydrure de sodium - une base puissante utilisée en chimie organique
- diborane - agent réducteur, combustible de fusée, dopant pour semi-conducteur, catalyseur, utilisé en synthèse organique comme le borane, le pentaborane et le décaborane
- arsine - utilisée pour doper les semi-conducteurs
- hydrure d'antimoine - utilisée dans l’industrie des semi-conducteurs
- phosphine - utilisée pour les fumigations
- silane - beaucoup d'utilisations industrielles, par exemple fabrication de matériaux composites.
- hydrogène sulfuré - contenu dans le gaz naturel ; importante source de soufre
- des composés comme l'eau[1] et les hydrocarbures peuvent être considérés comme des hydrures